# Korea Gas Corporation
Korea Gas Corporation ou KOGAS é uma empresa sul-coreana que atua na comercialização de gás natural e na geração de energia elétrica.

## História
A companhia foi estabelecida em 1983.